# Mallacoota carausui
Mallacoota carausui is een vlokreeftensoort uit de familie van de Maeridae. De wetenschappelijke naam van de soort is voor het eerst geldig gepubliceerd in 1976 door Ortiz.